# Ornithoglossum
Ornithoglossum, biljni rod iz porodice mrazovčevki smješten u tribus Colchiceae. Postoji devet taksonomski priznatih vrsta iz sušnih regija tropske i južne Afrike
Ove vrste sadrže alkaloide tipa kolhicina koji mogu biti otrovni, a zajednički naziv je »zmijski ljiljan«.

## Vrste
1. Ornithoglossum calcicola K.Krause & Dinter
2. Ornithoglossum dinteri K.Krause
3. Ornithoglossum gracile B.Nord.
4. Ornithoglossum parviflorum B.Nord.
5. Ornithoglossum pulchrum Snijman, B.Nord. & Mannh.
6. Ornithoglossum undulatum Sweet
7. Ornithoglossum viride (L.f.) Dryand. ex W.T.Aiton
8. Ornithoglossum vulgare B.Nord.
9. Ornithoglossum zeyheri (Baker) B.Nord.

## Sinonimi
- Cymation Spreng.
- Lichtensteinia Willd.